# Умеренная либеральная партия
Умеренная либеральная партия (норв. Moderate Venstre, дословно «умеренная левая») — бывшая центристская политическая партия в Норвегии. Основана в 1888 году из умеренных и религиозных ветвей Либеральной партии. Поворот партии к сотрудничеству с Консервативной партией вызвал партийный раскол в 1891 году, который в конечном итоге трансформировал партию как умеренно-консервативную, базирующуюся в религиозной среде юго-западной Норвегии. Партия прекратила своё существование в 1906 году вскоре после роспуска унии со Швецией.

## История
Умеренная либеральная партия была образована 4 февраля 1888 года, когда консервативное и религиозное крыло откололось от Либеральной партии. В число ведущих членов партии входили Якоб Свердруп, Баард Хогланд, Оле Воллан и Ларс Офтедал. Политические конфликты между либералами и консерваторами в 1891 году привели к внутрипартийному расколу и более левое крыло УЛП вернулось в материнскую Либеральную партию. Раскол привёл к большей унификации, поскольку оставшаяся Умеренная либеральная партия усилила свою оппозицию против «чистых» либералов и стала более благосклонно относиться к консерваторам.
В середине 1890-х центральной целью партии стало противодействие все более радикальной политике либералов, оспаривавшей союз со Швецией, предоставляя населению право голоса и вводя прямые государственные налоги. Раскол 1891 года также привёл к тому, что партия стала более прочной среди направления лютеранской церкви юго-западной Норвегии. Таким образом, другие важные вопросы для партии включали воздержание, религию и мораль, в то время как партия занимала центристскую позицию в отношении социальных и экономических вопросов. Партия приобрела партнёра в восточной Норвегии в 1893 году в виде партии Центр, или т. н. «восточных умеренных», и в течение какого-то времени шли разговоры о слиянии двух партий.
С 1895 по 1898 год партия была представлена в Первом кабинете Фрэнсиса Хагерупа. В 1903 году партия присоединилась к Коалиционной партии вместе с консерваторами. Партия была частью кабинета Кристиана Михельсена во время роспуска унии со Швецией, с 1905 по 1906 год, когда она фактически слилась с Консервативной партией после введения одномандатных округов. Однако Магнус Халворсен был зарегистрирован под лейблом умеренного либерала в качестве министра финансов в кабинете Йёргена Лёвланда с 1907 по 1908 год. Партия никогда не создавала сильную партийную структуру и функционировала больше как средство для индивидуальных представителей.
Умеренную либеральную партию иногда называют христианско-демократической предшественницей современной Христианско-демократической партии, основанной в 1933 году.